# Fissiscapus fractus
Fissiscapus fractus är en spindelart som beskrevs av Alfred Frank Millidge 1991. Fissiscapus fractus ingår i släktet Fissiscapus och familjen täckvävarspindlar.
Artens utbredningsområde är Colombia. Inga underarter finns listade i Catalogue of Life.